# Rio Louge
O rio Louge é um rio com 100,1 km de comprimento no sudoeste de França, afluente da margem esquerda do rio Garona. Nasce no departamento de Hautes-Pyrénées (Altos Pirenéus), perto de Lannemezan.
Corre em grande parte do percurso no sentido nor-nordeste por:
- Hautes-Pyrénées (Altos Pirenéus)
- Haute-Garonne (Alto Garona): Le Fousseret, Peyssies, Lavernose-Lacasse, Muret.

Em Muret junta-se ao rio Garona.

## Notes
- Este artigo foi inicialmente traduzido, total ou parcialmente, do artigo da Wikipédia em francês cujo título é «Louge».